# Isami Kondō
Isami Kondō, född 1834, död 1868, var en av ledarna i Shinsengumi under den senare Edoperioden i Japan. Han ledde flera lyckade strider innan han till slut tillfångatogs och avrättades.